# William Hagemeister
Joachim William Georg Hagemeister (12. januar 1894 i København – ?) var en dansk atlet (hammerkaster) medlem af "Ben Hur" og vægtløfter medlem af "Hermod Athletklub" og "Dan". 
Hagemeister vandt ni danske mesterskaber i atletik deraf otte i hammerkast. Hans bedste hammerkast resultat blev 46.64. Han var ved DM 1926 den første dansker som kom over 10 meter (10,15) i den nu afskaffe konkurrenceform; vægtkast med 25,4 kg vægt. Dette mesterskab blev hans eneste i vægtkast. 
Som vægtløfter vandt Hagemeister tre danske mesterskaber: 1924 og 1926 vandt han letsværvægtsklassen og 1933 i sværvægtsklassen.
Hagemeister var maskinarbejder og entreprenør.

## Danske mesterskaber

### Atletik
- Bronze 1931 Hammerkast
- Bronze 1930 Hammerkast 39,60
- Bronze 1930 Vægtkast (15 kg) 13,34
- Guld 1928 Hammerkast 45,15
- Sølv 1928 Vægtkast (25,4 kg) 9,02
- Sølv 1927 Hammerkast 42,22
- Sølv 1927 Vægtkast (25,4 kg) 9,02
- Guld 1926 Hammerkast 45,78
- Guld 1926 Vægtkast (25,4 kg) 9,30
- Guld 1925 Hammerkast 46,64
- Guld 1924 Hammerkast 44,15
- Guld 1923 Hammerkast 45,84
- Guld 1922 Hammerkast 42,36
- Guld 1921 Hammerkast 44,19
- Guld 1920 Hammerkast 43,91
- Bronze 1918 Hammerkast 37,63

### Vægtløftning[1]
- Guld 1933 sværvægtsklassen
- Guld 1926 letsværvægtsklassen
- Guld 1924 letsværvægtsklassen

1. ↑  Kun guldmedaljer medtaget, oplysninger om sølv- og bronzemedaljer savnes